# فارافاهار

فارافاهار شعار الديانة الزرادشتية

آثار فيها رمز الفروهر المجوسي في برسبوليس، إيران

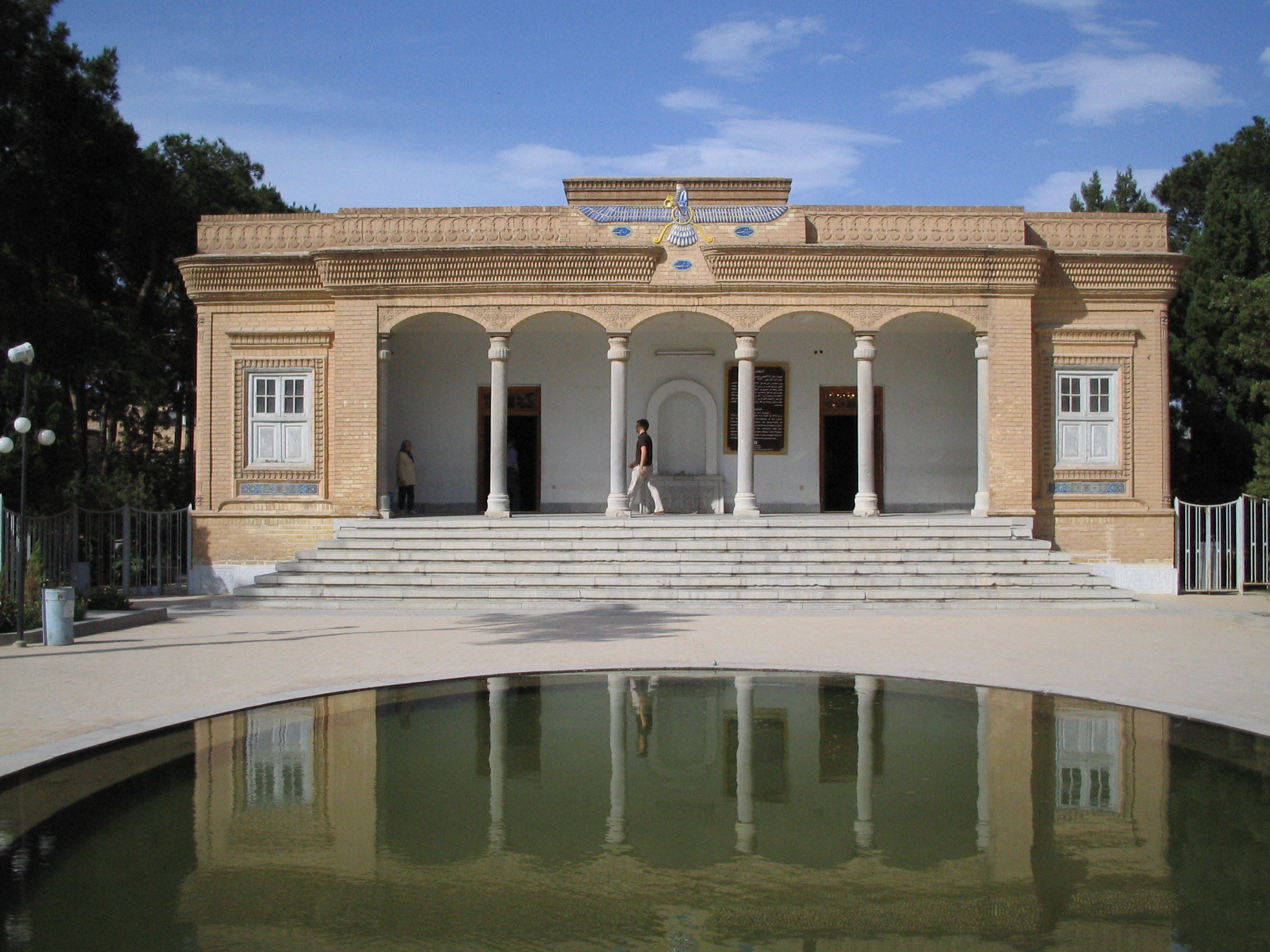
بيت النار في مدينة يزد الإيرانية

فاراڤاهار (بالفارسية: فروهر) أو فرِ كياني (بالفارسية: فر کیانی) هو رمز الديانة الزرادشتية ويحوي صورة لزرادشت على شكل طائر وهو موجود على شكل آثار قديمة في عدة أماكن في دولة إيران الآسيوية. يُعد فارافاهار أحد أشهر الرموز الإيرانية، وغالبًا ما يتم ارتداؤه كقلادة بين الإيرانيين، بما في ذلك الكرد والزرادشتيين، وأصبح رمزًا علمانيًا وطنيًا وثقافيًا.